# Glenea sordida
Glenea sordida là một loài bọ cánh cứng trong họ Cerambycidae.